# Jaboti (Sprache)
Jaboti ist eine südamerikanische indigene Sprache.
Sie wird von den Arikapu gesprochen, einem kleinen Volk in Rondônia, einem Bundesstaat von Brasilien. Da die jungen Arikapu lieber Portugiesisch, Spanisch oder Englisch lernen als Jaboti und darüber hinaus das Volk selbst nur noch aus etwa einem Dutzend Mitgliedern besteht, ist die Sprache wie andere indigene Sprachen auch vom Aussterben bedroht. 
Die Arikapu sind ein nahezu unbekanntes Volk, das noch nicht eingehend erforscht wurde. Emil Heinrich Snethlage war in den Jahren 1933 bis 1935 einer der ersten, der sich bei eigenen Forschungsreisen mit ihnen und ihrer Sprache beschäftigte.